# Tadej Mazej
Tadej Mazej (Slovenj Gradec, 31 de julio de 1998) es un jugador de balonmano esloveno que juega de extremo izquierdo en el RK Celje. Es internacional con la selección de balonmano de Eslovenia.
Su primer gran campeonato con la selección fue el Campeonato Mundial de Balonmano Masculino de 2021.

## Palmarés

### Gorenje Velenje
- Copa de Eslovenia de balonmano (1): 2019

### RK Celje
- Liga de balonmano de Eslovenia (2): 2022, 2023
- Copa de Eslovenia de balonmano (1): 2023

## Clubes
| Club            | País      | Año         |
| --------------- | --------- | ----------- |
| Gorenje Velenje | Eslovenia | 2016 - 2020 |
| RK Celje        | Eslovenia | 2020 - Act. |